# Р-137
Р-137 «Бант» — советская однополосная УКВ-радиостанция средней мощности. Применялась для обеспечения двухсторонней радиосвязи с использованием тропосферного прохождения. Аналог радиостанции Р-140 с большим диапазоном частот (до 60 МГц) и мощностью почти в 1000 Вт

## Описание
Классифицируется как автомобильная, приёмо-передающая, широкополосная, автоматизированная и дуплексная радиостанция. Обеспечивает телефонную и телеграфную работу в радиосетях и радионаправлениях, звено управления — бригада или полк. В комплект радиостанции входит Р-155У, который размещается в кузове К1-131 автомобиля ЗИЛ-157 (ЗИЛ-131), а также возбудитель ВО-64 или ВО-71. Элементная база — транзисторы и радиолампы.

## Характеристики

### Физические
- Масса: от 20 до 25 кг[2]
- Питание:
  - От сети — 220/380 В (через стабилизатор)[1][3]
  - От автономного агрегата АБ-4Т/230[3]

### Технические
- Диапазон частот: от 20 до 60 МГц[1][2][3]
- Шаг перестройки: 100 Гц[1][3]
- Режимы работы: АТ, АМ, ОМ, ЧМ, ЧТ, ДЧТ[1]
- Мощность передатчика: 900—1000 Вт[1][2]
- Дальность связи:
  - На стоянке — 170 км[3]
  - В движении — 70 км[3]

## Варианты[4]
- Р-137А («Бант-А») — автомобильная радиостанция на шасси ЗИЛ-157КЕГ или ЗИЛ-131
- Р-137АМ («Бант-АМ») — автомобильная радиостанция на шасси ЗИЛ-131
- Р-137Б («Бант-Б») — радиостанция на бронебазе на шасси ГАЗ-49 (БТР-60П)
- Р-137БЛ — радиостанция на бронебазе
- Р-137БМ («Бант-БМ») — радиостанция на бронебазе на шасси ГАЗ-49 (БТР-60П)
- Р-137Д («Бант-Д») — авиадесантная радиостанция
- Р-137М («Бант-М») — КВ-УКВ радиостанция средней мощности армейских радиосетей

- R-137B  — польская автомобильная радиостанция на шасси Star 660 или Star 266[5]
- R-137T  — польская радиостанция на бронебазе на шасси МТ-ЛБ[5]